# Saúde pública no Brasil
O estudo da Saúde Pública no Brasil necessariamente passa por uma série de nomes, como Carlos Chagas, além de instituições como a Fundação Oswaldo Cruz, o Instituto Vital Brazil, o Instituto Adolfo Lutz e o Instituto Butantã, que se mantêm até hoje como ilhas de competência do poder público na construção de um sistema de saúde de natureza pública e equitativo no Brasil, o SUS - Sistema Único de Saúde, capaz de implementar ações de saúde tanto no âmbito da atenção primária e da promoção da saúde como nas ações curativas e necessárias à reabilitação (níveis secundário e terciário da atenção em saúde).

## História

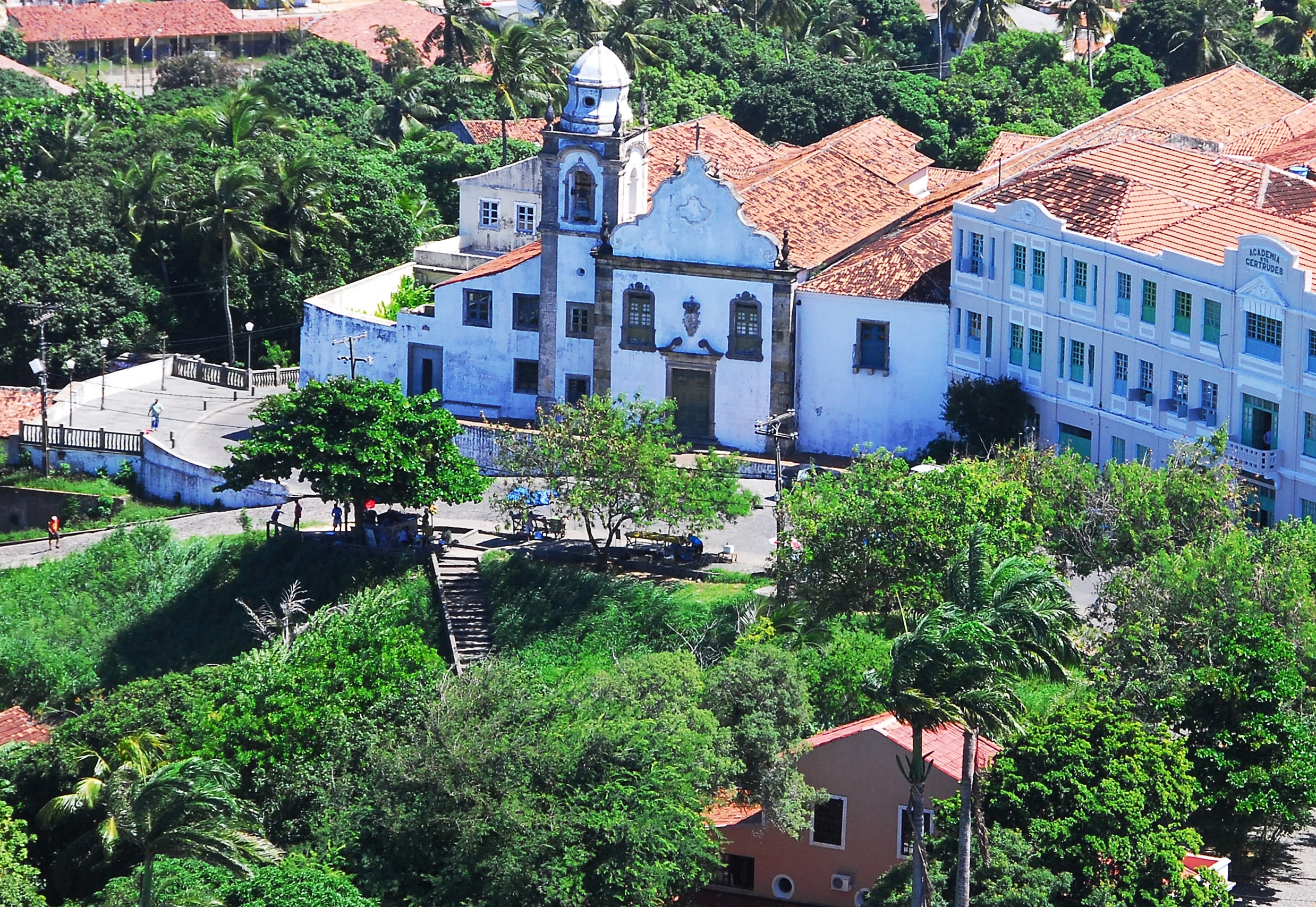
A antiga Santa Casa de Misericórdia de Olinda, primeiro hospital do Brasil.

No início, "não havia nada" considerando-se o que poderia ter sido feito. A saúde no Brasil praticamente inexistiu nos tempos de colônia. O modelo exploratório nem pensava nessas coisas. O pajé, com suas ervas e cantos, a medicina dos jesuítas e os boticários, que viajavam pelo Brasil Colônia, eram as únicas formas de assistência à saúde. Para se ter uma ideia, em 1789, havia no Rio de Janeiro apenas quatro médicos.
Além das enfermarias de cuidados dos jesuítas, as únicas instituições atuantes no vazio assistencial desse período foram as Santas Casas de Misericórdia. O primeiro hospital do Brasil foi a Santa Casa de Misericórdia de Olinda, fundada no ano de 1540 para atender os enfermos dos navios dos portos e moradores das vilas e povoados.
Entre as descrições das patologias e medicamentos utilizados no Brasil Colônia destaca-se as contribuições do médico naturalista Guilherme Piso (1611-1678), que participou, como médico, de uma expedição nos anos 1637 - 1644 para o Brasil, com patrocínio do conde Maurício de Nassau (1604-1679) que administrou a conquista holandesa a partir do Recife entre 1637 e 1644. Observe-se a continuidade da catalogação de espécies de uso medicinal, já iniciada pelos jesuítas e outros viajantes, comparando o uso das espécies nativas às já conhecidas na farmacopeia europeia.
Com a chegada da família real portuguesa, em 1808, o médico pernambucano Correia Picanço implementa as duas primeiras escolas de medicina do país: a Escola de Cirurgia da Bahia em Salvador e a Escola de Medicina e Cirurgia no Rio de Janeiro. E foram essas as únicas medidas governamentais até a República.
Foi no primeiro governo de Rodrigues Alves (1902-1906) que houve a primeira medida sanitarista no país. O Rio de Janeiro não havia saneamento básico e, assim, várias doenças graves como varíola, malária, febre amarela e até a peste bubônica espalhavam-se facilmente. O presidente então nomeou o médico Oswaldo Cruz para dar um jeito no problema. Numa ação policialesca, o sanitarista convocou 1.500 pessoas para ações que invadiam as casas, queimavam roupas e colchões. Sem nenhum tipo de ação educativa, a população foi ficando cada vez mais indignada. E o auge do conflito foi a instituição de uma vacinação anti-varíola. A população saiu às ruas e iniciou a Revolta da Vacina. Oswaldo Cruz acabou afastado.

### Da Revolta da Vacina ao Ministério da Saúde

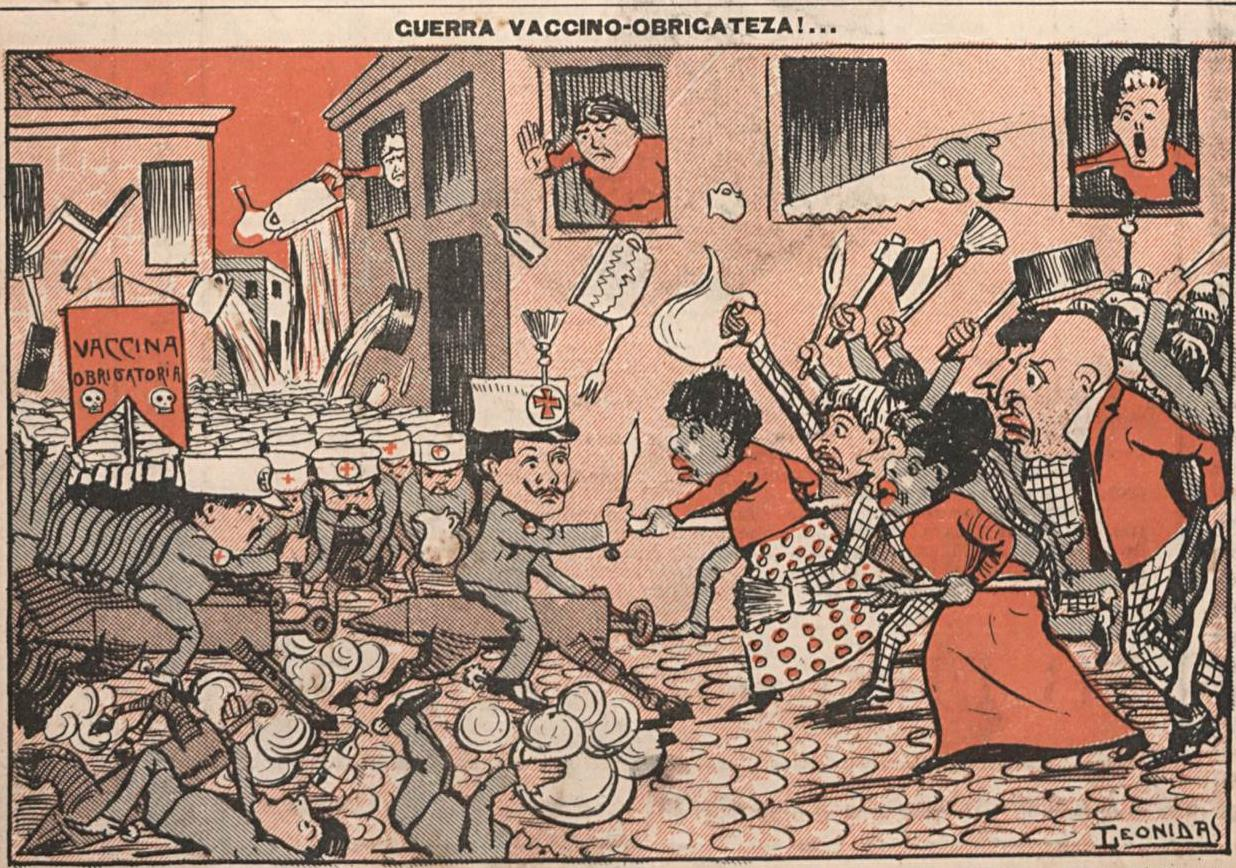
A Revolta da Vacina em charge de Leonidas Freire, publicada na revista O Malho em 29 de outubro de 1904.

A forma como foi feita a campanha da vacina revoltou do mais simples ao mais intelectualizado. Veja-se o que Rui Barbosa disse sobre a imposição à vacina: "Não tem nome, na categoria dos crimes do poder, a temeridade, a violência, a tirania a que ele se aventura, expondo-se, voluntariamente, obstinadamente, a me envenenar, com a introdução no meu sangue de um vírus sobre cuja influência existem os mais bem fundados receios de que seja condutor da moléstia ou da morte."
Apesar do fim conflituoso, o sanitarista conseguiu resolver parte dos problemas e colher muitas informações que ajudaram seu sucessor, Carlos Chagas, a estruturar uma campanha rotineira de ação e educação sanitária.
Pouco foi feito em relação à saúde depois desse período, apenas com a chegada dos imigrantes europeus, que formaram a primeira massa de operários do Brasil, começou-se a discutir, obviamente com fortes formas de pressão como greves e manifestações, um modelo de assistência médica para a população pobre. Assim, em 1923, surge a Lei Eloy Chaves, criando as Caixas de Aposentadoria e Pensão. Essas instituições eram mantidas pelas empresas que passaram a oferecer esses serviços aos seus funcionários. A União não participava das caixas. A primeira delas foi a dos ferroviários. Elas tinham entre suas atribuições, além da assistência médica ao funcionário e a família, concessão de preços especiais para os medicamentos, aposentadorias e pensões para os herdeiros. Detalhe: essas caixas só valiam para os funcionários urbanos.
Esse modelo começa a mudar a partir da Revolução de 1930, quando Getúlio Vargas tomou o poder. É criado o Ministério da Educação e Saúde e as caixas são substituídas pelos Institutos de Aposentadoria e Pensões (IAPs), que, por causa do modelo sindicalista de Vargas, passam a ser dirigidos por entidades sindicais e não mais por empresas como as antigas caixas. Suas atribuições são muito semelhantes às das caixas, prevendo assistência médica. O primeiro IAP foi o dos marítimos. A União continuou se eximindo do financiamento do modelo, que era gerido pela contribuição sindical, instituída no período getulista.
Quanto ao ministério, ele tomou medidas sanitaristas como a criação de órgãos de combate a endemias e normativos para ações sanitaristas. Vinculando saúde e educação, o ministério acabou priorizando o último item e a saúde continuou com investimentos irrisórios.
Dos anos 40 a 1964, início da ditadura militar no Brasil, uma das discussões sobre saúde pública brasileira se baseou na unificação dos IAPs como forma de tornar o sistema mais abrangente. É de 1960 a Lei Orgânica da Previdência Social, que unificava os IAPs em um regime único para todos os trabalhadores regidos pela Consolidação das Leis Trabalhistas (CLT), o que excluía trabalhadores rurais, empregados domésticos e funcionários públicos. É a primeira vez que, além da contribuição dos trabalhadores e das empresas, definia-se efetivamente uma contribuição do Erário Público. Mas tais medidas foram ficando no papel.
A efetivação dessas propostas só aconteceu em 1967, pelas mãos dos militares, com a unificação de IAPs e a consequente criação do Instituto Nacional de Previdência Social (INPS). Surgiu então uma demanda muito maior que a oferta. A solução encontrada pelo governo foi pagar a rede privada pelos serviços prestados à população. Mais complexa, a estrutura foi se modificando e acabou por criar o Instituto Nacional de Assistência Médica da Previdência Social (INAMPS) em 1978, que ajudou nesse trabalho de intermediação dos repasses para iniciativa privada.
Em 1972, surge a primeira entidade de representação dos sanitaristas brasileiros, a Associação Paulista de Saúde Pública.
Um pouco depois, em 1974, os militares já haviam criado o Fundo de Apoio ao Desenvolvimento Social (FAS), que ajudou a remodelar e ampliar a rede privada de hospitais, por meio de empréstimos com juros subsidiados. Toda essa política acabou proporcionando um verdadeiro boom na rede privada. De 1969 a 1984, o número de leitos privados cresceu cerca de 500%. De 74.543 em 1969 para 348.255 em 1984. Como pode-se ver, o modelo criado pelo regime ditatorial militar era pautado pelo pensamento da medicina curativa. Poucas medidas preventivas e sanitárias foram tomadas. A mais importante foi a criação da Superintendência de Campanhas da Saúde Pública (Sucam).
Durante a transição democrática, finalmente a saúde pública passa a ter uma fiscalização da sociedade. Em 1981, ainda sob a égide dos militares, é criado o Conselho Consultivo de Administração da Saúde Previdenciária (CONASP). Com o fim do regime ditatorial militar, surgem outros órgãos que incluem a participação da sociedade civil como o Conselho Nacional dos Secretários Estaduais de Saúde (Conass) e o Conselho Nacional dos Secretários Municipais de Saúde (Conasems).
Se, de um lado, a sociedade civil começou a ser mais ouvida, do outro, o sistema privado de saúde, que havia se beneficiado da política anterior, teve que arranjar alternativas. É nesse período que se cria e se fortalece o subsistema de atenção médico-suplementar. Em outras palavras, começa a era dos convênios médicos. Surgem cinco modalidades diferentes de assistência médica suplementar: medicina de grupo, cooperativas médicas, autogestão, seguro-saúde e plano de administração.
A classe média, principal alvo desses grupos, adere rapidamente, respondendo contra as falhas da saúde pública. O crescimento dos planos é vertiginoso. Em 1989, já contabilizam mais de 31 milhões de brasileiros, ou 22% da população, faturando US$ 2,4 bilhões.
Ao lado dessas mudanças, os constituintes da transição democrática começaram a criar um novo sistema de saúde, que mudou os parâmetros da saúde pública no Brasil, o SUS.

### No campo, fora dos hospitais
O trabalhador rural ficou por séculos excluído de qualquer auxílio sistemático à saúde. Somente em 1963 foi criado o Fundo de Assistência ao Trabalhador Rural (Funrural), que começa a prever aposentadoria e assistência médica. Tal negligência é historicamente explicada. Na criação das caixas de assistência, a elite cafeicultora e canavieira pressionou para que a novidade fosse limitada aos centros urbanos. Além disso, a mobilização social no interior sempre sofreu revezes com a falta de articulação. Com a criação do SUS, eles foram finalmente incluídos como cidadãos no sistema de saúde. Mas, como você poderá ver na página sobre os problemas regionais do sistema, os trabalhadores rurais ainda recebem tratamento à margem dos centros urbanos  pois um dos grandes desafios do atual sistema (SUS) é a extensão territorial do país que resulta em áreas desassistidas (baixa cobertura) apesar dos esforços para regionalização e atendimento à populações com características específicas (quilombolas e indígenas). O modelo de atenção dos médicos de pés descalços desenvolvido na populosa China continental é uma importante referência.

## Leituras adicionais
- ROSEN, George. Uma história da Saúde Pública. Editora UNESP, 2ª edição, São Paulo, 1994.